# Dichochrysa sjostedti
Dichochrysa sjostedti is een insect uit de familie van de gaasvliegen (Chrysopidae), die tot de orde netvleugeligen (Neuroptera) behoort. 
Dichochrysa sjostedti is voor het eerst wetenschappelijk beschreven door Van der Weele in 1910.